# Moçambique nos Jogos Olímpicos de Verão de 1992
Moçambique competiu nos Jogos Olímpicos de Verão de 1992 em Barcelona, Espanha.

## Resultados por Evento

### Atletismo
800 m feminino
- Maria de Lurdes Mutola
  - Eliminatórias — 2:00.83
  - Semifinal — 1:58.16
  - Final — 1:57.49 (→ 5º lugar)